# Ángel Falquina Bartolomé
Ángel Falquina Bartolomé (Sevilla, 1909 - Madrid, 1992) fou un crític de cinema, guionista, historiador i actor ocasional espanyol. Va treballar a les revistes cinematogràfiques La Pantalla, Cámara, Radiocinema, Cinestudio, La Estafeta Literaria, i Cine Informe, entre d'altres. També fou membre fundador del Cercle d'Escriptors Cinematogràfics, organisme en el que va col·laborar.
Alhora va participar en la indústria cinematogràfica com a guionista (Tres eran tres, 1955), ajudant de producció, ajudant de direcció i com a actor. Va debutar amb un petit paper a El doncel de la reina d'Eusebio Fernández Ardavín i El santuario no se rinde (1949) d'Arturo Ruiz Castillo. El 1960 va fer d'Alonso Quijano al curtmetratge Aventuras de Don Quijote d'Eduardo García Maroto.

## Llibres
- El mundo del celuloide (1946)
- La risa y la sonrisa en la pantalla (1947)
- Diccionario del cine (1970) amb Jean Mitry
- El cine español en premias 1941-1972 (1974)
- Treinta años de cine (1945-1975) (1975)

## Premis
Medalles del Cercle d'Escriptors Cinematogràfics.
| Any  | Categoria                               | Labor                                         | Resultat  |
| ---- | --------------------------------------- | --------------------------------------------- | --------- |
| 1966 | Premi especial per la seva labor al CEC | -                                             | Guanyador |
| 1969 | Labor literària                         | Treballs a La Estafeta Literaria i Cinestudio | Guanyador |
| 1973 | Labor literària                         | Síntesis histórica del cine español           | Guanyador |